# Vejstrup Sogn (Kolding Kommune)
Vejstrup Sogn (deutsch früher Weistrup) ist eine Kirchspielsgemeinde (dän.: Sogn) im südlichen Dänemark. 
Bis 1864 gehörte Vejstrup zum Herzogtum Schleswig. Nach dem Deutsch-Dänischen Krieg 1864 wurde die Gemeinde im Rahmen eines Gebietstauschs zusammen mit einigen Nachbargemeinden südlich von Kolding an Dänemark übergeben. Im Gegenzug verzichtete der König von Dänemark auf einige Enklaven in Schleswig. Bis 1970 gehörte sie zur Harde Nørre Tyrstrup Herred im damaligen Vejle Amt, danach zur Christiansfeld Kommune im Sønderjyllands Amt, die im Zuge der  Kommunalreform zum 1. Januar 2007 in der „neuen“  Kolding Kommune in der Region Syddanmark aufgegangen ist.
Im Kirchspiel leben 1053 Einwohner (Stand:1. Januar 2023). Im Kirchspiel liegt die Kirche „Vejstrup Kirke“.
Nachbargemeinden sind im Nordosten Sønder Bjert Sogn, im Norden Dalby Sogn, im Nordwesten Vonsild Sogn, im Westen Taps Sogn, im Südwesten Tyrstrup Sogn, im Süden Aller Sogn und im Südosten Hejls Sogn.